# Picrostigeus obscurus
Picrostigeus obscurus là một loài tò vò trong họ Ichneumonidae.